# Dom Du Fu
Dom Du Fu (chiń. 杜甫草堂; pinyin: Dù Fǔ Cǎotáng) – park i jednocześnie muzeum założone w hołdzie jednemu z najsławniejszych poetów chińskich, Du Fu, tworzącemu w czasach dynastii Tang. Park znajduje się na zachodnich obrzeżach Chengdu, w dzielnicy Qinyang. W 1961 roku rząd chiński ustanowił je jako Narodową Jednostką Ochrony Kluczowych Zabytków Kultury i Narodowe Miejsce Widokowe (4A) . Dom poety został również uznany za Narodowe Muzeum Najwyższego Poziomu, podobnie jak Świątynia Wuhou, Muzeum Guanghan Sanxingdui, Muzeum Dinozaurów Zigong i Dawna Rezydencja Deng Xiaopinga. Poeta napisał w nim ponad 240 wierszy. Współczesny chiński poeta Feng Zhi powiedział: „Kiedy ludzie wspominają Du Fu, mogą zignorować miejsce jego narodzin i śmierci, ale nigdy nie mogą zapomnieć chaty pokrytej strzechą w Chengdu” . Słowa te podkreślają znaczenie Domu Du Fu jako symbolu życia i twórczości poety oraz jego trwałego dziedzictwa w chińskiej kulturze.

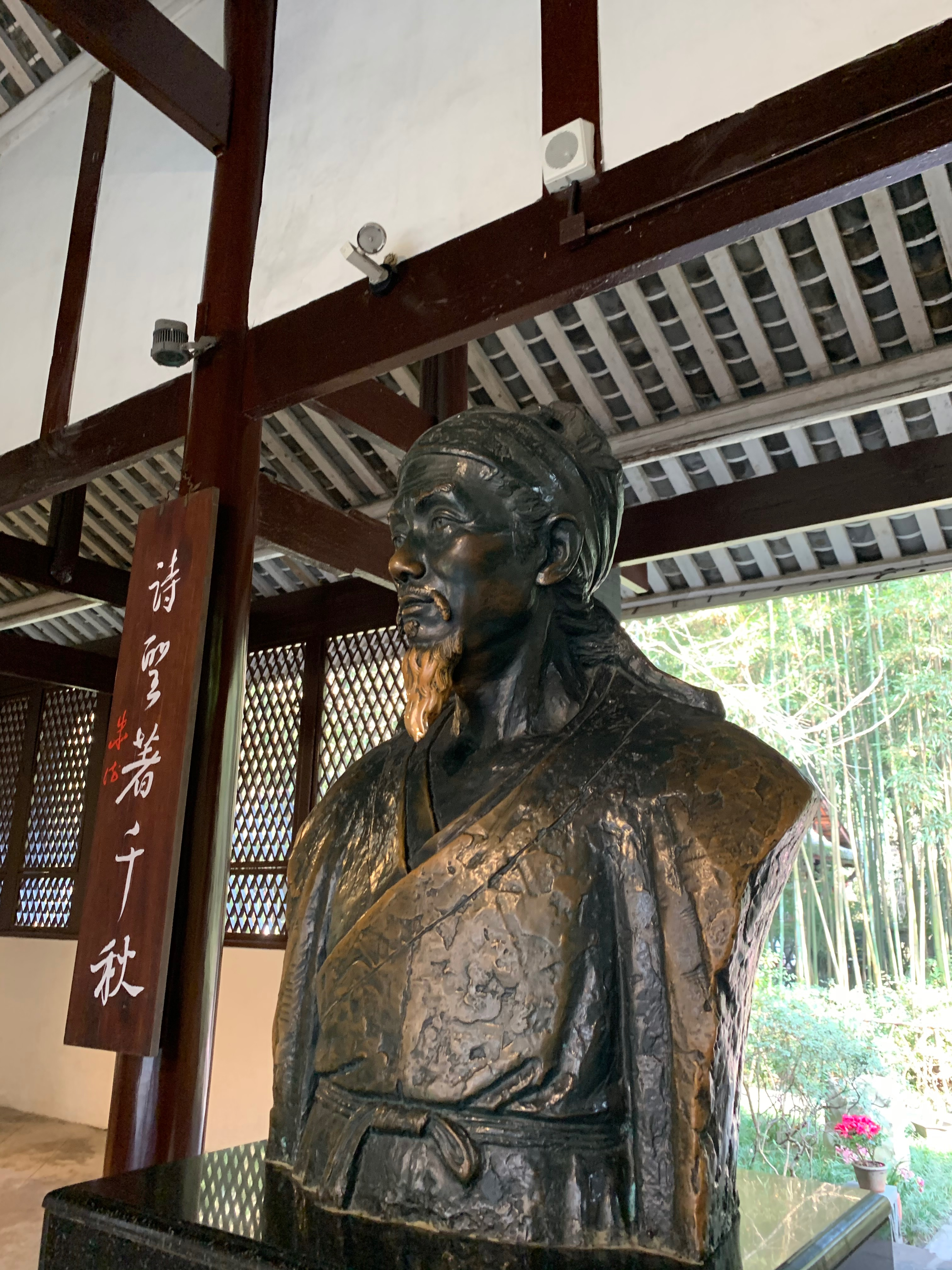
Popiersie Du Fu w Holu Domu Du Fu w Chengdu

## Historia
W 759 r. za czasu panowania dynastii Tang, Du Fu schronił się w Chengdu przed powstaniem An-Shi. Z pomocą swojego przyjaciela Yan Wu zbudował niewielki domek kryty strzechą w okolicy Huanhua Xi i mieszkał tam przez 4 lata aż do śmierci Yan Wu. Okres „domu krytego strzechą” był intensywnym czasem w twórczości Du Fu; stworzył wtedy 240 utworów, między innymi „Dach mego domu zerwany przez jesienny wiatr” i „Premier Shu" . Artysta opuścił dom w 765 r. wraz z najbliższą rodziną. Dom zaczął popadać w ruinę, a w pewnym momencie uległ zawaleniu, gdzie odnalazł go poeta Wei Zhuang, który zdecydował się zrekonstruować posiadłość i odnowić chatę i ogród, upamiętniając jednego z najważniejszych chińskich poetów .  Najważniejsze budowle zostały zrekonstruowane na początku XVI wieku za panowania dynastii Ming i starannie odnowione w 1811 roku podczas panowania dynastii Qing. Muzeum otwarto dla turystów po raz pierwszy w latach 1954-1955. W marcu 1961 roku kompleks został wpisany na listę pierwszej grupy kluczowych zabytków chronionych na szczeblu państwowym, a 13 lipca tego samego roku uzyskał status chronionego obiektu kulturalnego w prowincji Syczuan . Podczas rewolucji kulturalnej dom ponownie uległ zniszczeniu. W ramach kampanii „wywyższania Li Baia i umniejszania Du Fu” (扬李抑杜), poetę uznano za „rzecznika feudalnej klasy właścicieli ziemskich”, co doprowadziło do licznych aktów wandalizmu – w parku i na jego obrzeżach rozwieszano transparenty i propagandowe plakaty (dazibao). W tym okresie rozebrano zniszczoną Wieżę Tysiąca Buddów (万佛楼), którą odbudowano dopiero w 2005 roku. Zburzona została także Świątynia Pani Huanhua (浣花夫人祠), odbudowana w 1983 roku. Dom Du Fu jest obecnie popularnym miejscem wycieczek entuzjastów twórczości chińskiego poety, którzy podróżują do Chengdu, aby złożyć hołd poecie. W maju 1985 roku ponownie otwarto bramy muzeum, a w grudniu 2006 roku kompleks otrzymał status 4A w chińskim systemie oceny atrakcji turystycznych. W maju 2008 roku Państwowa Administracja Dziedzictwa Kulturowego nadała mu status muzeum pierwszej klasy.

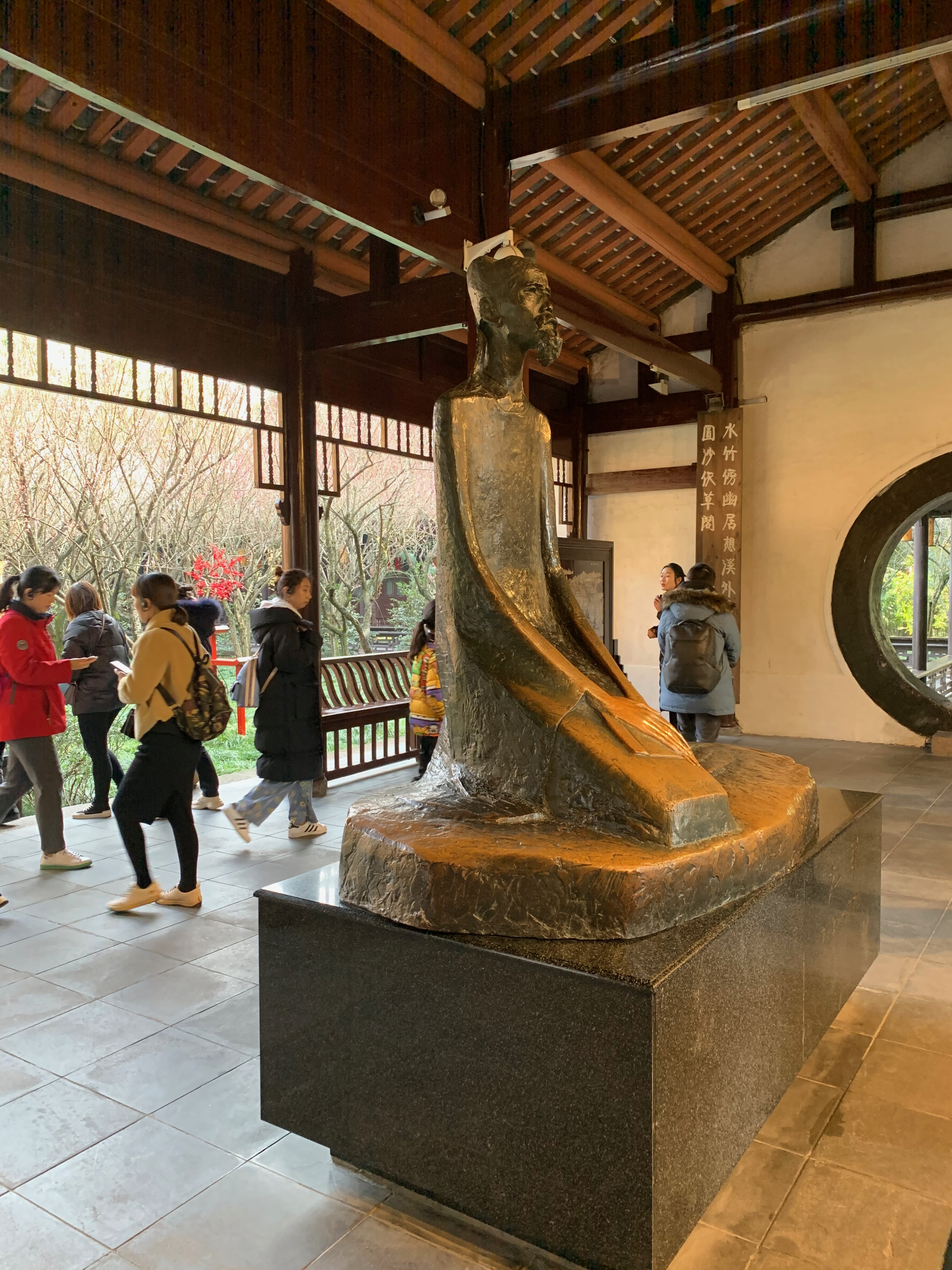
Brązowa rzeźba Du Fu w Sali Pamięci w Domu Du Fu w Chengdu

## Struktura parku
Dom Du Fu zajmuje powierzchnię 24 hektarów i jest połączeniem zarówno świątyni Fan'an na wschodzie, jak i Ogrodu Śliwki na zachodzie. Konstrukcja wewnątrz należy do stylu dynastii Qing (1644–1911), z ogrodem w unikalnym stylu tradycyjnego chińskiego ogrodnictwa. Układ przestrzenny muzeum opiera się na schemacie „jeden ogród, dwie osie, jedna woda, jeden las i jedno miejsce” . Ogród otaczający dom jest cichy, wypełniony wąskimi strumieniami, zdobionymi mostami i pawilonami. Istotną rolę w zapewnianiu niepowtarzalnej atmosfery odgrywają również kwiaty, ponieważ o każdej porze roku kwitnie inny. Ogród jest utrzymany w taoistycznej koncepcji ogrodu całorocznego:  wiosną kwitną w nim drzewa śliwkowe, latem kwiaty lotosu, a jesienią i zimą chryzantemy i storczyki. Obszar obejmuje także kilka budowli. Obok siebie w linii, która dzieli cały obszar Domu Du Fu na dwie części, znajdują się Ściana Ekranowa, Brama, Hol, Historia w Sali Wersów, Brama Faggota i Świątynia Gong Bu .  W Sali Pamięci znajduje się wielka, brązowa statua Du Fu, a w świątyni Gong Bu rzeźba Du Fu .

## Ogród
Ogród, który otacza muzeum jest zaprojektowany w stylu xishu, co odnosi się do regionalnej przestrzeni starożytnego Królestwa Shu, Kotliny Syczuańskiej i innych otaczających ją obszarów, których rdzeniem jest Równina Chengdu w prowincji Syczuan, obejmująca część Chongqing . Ten rodzaj ogrodu uosabia ducha historycznego i kulturowego zawartego w powiedzeniu „Badaj ślady chińskich osobistości, pamiętaj o starożytnych i mędrcach i przekazuj ich uczucia, aby oświecić cywilizację” . Celem ogrodu jest wywołanie poczucia, że „sławni ludzie, humanistyczne piękno i zabytki nadal istnieją” . Jest to również ważne miejsce dziedzictwa klasycznych ogrodów, o ważnych i szczególnych wartościach historycznych i kulturowych w całych Chinach. Ogrody w stylu xishu znajdują się na obszarze podatnym na trzęsienia ziemi i inne klęski żywiołowe. Ogrody są podatne na uszkodzenia, a brak szczegółowych danych dotyczących renowacji i konserwacji ogrodów . W projektowaniu przestrzeni wykorzystano klasyczne chińskie zasady kompozycji ogrodowej, łącząc naturalne ukształtowanie terenu z  motywami poetyckimi. Budynki, mosty, stawy i pawilony często odwołują się do konkretnych wersów Du Fu, podkreślając ich znaczenie poprzez odpowiedni dobór krajobrazu. Przykładem takiego nawiązania jest położenie ogrodu względem Gór Śnieżnych Xiling, które symbolizują wers z jego twórczości: „Okno pomieści śnieg tysiąca jesieni na zachodnich szczytach” (千秋雪，西山窗) . Miejsce pełni funkcję miejsc refleksji i kontemplacji, zachęcając odwiedzających do obcowania zarówno z przyrodą, jak i klasyczną literaturą chińską.

## Muzeum

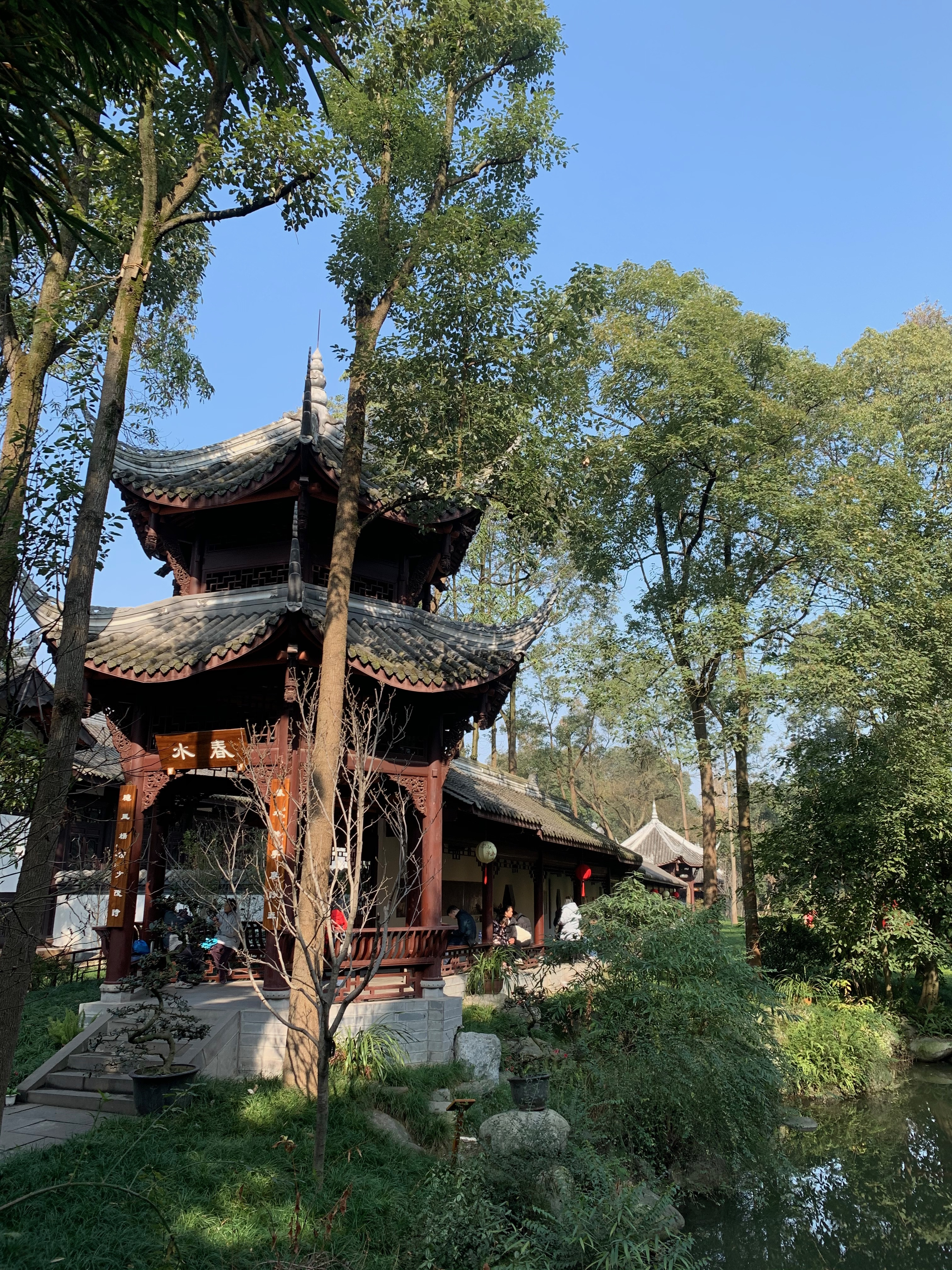
Sale pamięci Du Gongbu

Oryginalny dom wybudowany przez Du Fu uległ zniszczeniu. Najważniejsze budowle zostały zbudowane na początku XVI wieku za panowania dynastii Ming i starannie odnowione w 1811 roku podczas panowania dynastii Qing. Główna brama prowadząca do kompleksu posiada tablicę z nazwą miejsca wykaligrafowaną przez Guo Moruo (郭沫若).
Dom Du Fu dzieli się na poszczególne obszary, z których najważniejsze są:
- Sale pamięci Gongbu (工部祠; Gōngbù cí) – w salach zaprezentowane jest życie i twórczość chińskiego artysty, w bibliotekach wchodzących w skład sal pamięci można oglądać opublikowane prace Du Fu, w tym niektóre wyjątkowo rzadkie edycje rzeźbiarskie z czasów dynastii Song. Również sekcja obcojęzyczna oferują dużą liczbę dzieł autorów zagranicznych interesujących się twórczością Du Fu. Podczas pobytu Du Fu w Chengdu działał również jako wicedyrektor Ministerstwa Pracy(inne języki)(工部,Gōngbù). Sale Gongbu zostały zbudowane, aby uczcić pamięć artysty [20].

- Dom kryty strzechą (杜甫草堂故居; Dùfǔ cǎotáng gùjū) – właściwa, zrekonstruowana część domu artysty, podzielona na gabinet, sypialnię i kuchnię, starająca się odtworzyć środowisko życia i pracy z czasów Du Fu.

- Sala Wielkich Poetów (大雅 堂; Dàyǎ táng) – sala wystawowa z malowidłem ściennym o długości 16 metrów i szerokości 4 metry przedstawiającym sceny z wieży Du Fu. Wystawione są także posągi dwunastu chińskich poetów (w tym Qu Yuan, Tao Qian, Li Bai, Wang Wei, Su Shi, Li Qingzhao, Lu You).

- Ruiny Dynastii Tang – pawilon, w którym pod koniec 2001 roku wydobyto ruiny i dużą liczbę reliktów z okresu dynastii Tang. Weryfikuje to prawdę o naturalnych cechach, życiu codziennym i domku krytym strzechą opisywanych w wierszach Du Fu [6].

- Ścieżka Kwiatów – ścieżka wyłożona kolorowymi kwiatami i gęsto porośnięta drzewami. Du Fu wspomniał kiedyś o tej eleganckiej ścieżce w swojej poezji: „Moja ścieżka jest pełna płatków – nie zamiatałem jej dla innych. Moja furtka została zamknięta, ale teraz otwiera się dla ciebie.” Dzisiejsza Ścieżka Kwiatów jest otoczona dwiema czerwonymi ścianami i łączy główne architektury pamiątkowe i Świątynię Cao Tan [6].

- Ściana Ekranowa – znajduje się na końcu Ścieżki Kwiatów. W ścianie są dwie Postacie „Cao Tang” wykonane z niebiesko-białych fragmentów porcelany.

## Ekspozycja
Dom Du Fu zajmuje powierzchnię 24 hektarów i jest połączeniem zarówno świątyni Fan'an na wschodzie, jak i Ogrodu Śliwki na zachodzie. Konstrukcja wewnątrz należy do stylu dynastii Qing (1644–1911), z ogrodem w unikalnym stylu tradycyjnego chińskiego ogrodnictwa. Układ przestrzenny muzeum opiera się na schemacie „jeden ogród, dwie osie, jedna woda, jeden las i jedno miejsce” . Ogród otaczający dom jest cichy, wypełniony wąskimi strumieniami, zdobionymi mostami i pawilonami. Istotną rolę w zapewnianiu niepowtarzalnej atmosfery odgrywają również kwiaty, ponieważ o każdej porze roku kwitnie inny. Ogród jest utrzymany w koncepcji ogrodu całorocznego: wiosną kwitną w nim drzewa śliwkowe, latem kwiaty lotosua jesienią i zimą chryzantemy i storczyki. Obszar obejmuje także kilka budowli. Obok siebie w linii, która dzieli cały obszar Domu Du Fu na dwie części, znajdują się Ściana Ekranowa, Brama, Hol, Historia w Sali Wersów, Brama Faggota i Świątynia Gong Bu . W Sali Pamięci znajduje się wielka, brązowa statua Du Fu, a w świątyni Gong Bu rzeźba Du Fu .